# 海洋生物環境研究所
公益財団法人海洋生物環境研究所（かいようせいぶつかんきょうけんきゅうしょ、英語: Marine Ecology Research Institute、略称：海生研、MERI）は、発電所の温排水が漁場環境に与える影響について調査分析する目的で、1975年に設立された研究機関である。

## 概要
発電所温排水や化学物質が沿岸海域の環境・生物・生態系に与える影響や、海域の環境放射能の実態把握などについて調査研究している。